# Victoria Principal

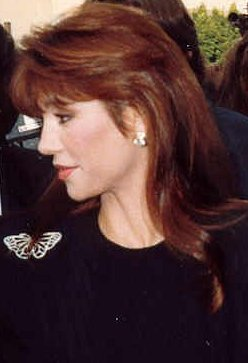
Victoria Principal, 1987

Victoria Principal (* 3. Januar 1950 in der Präfektur Fukuoka, Japan) ist eine US-amerikanische Schauspielerin und Buchautorin. Sie wurde 1978 als Pamela Barnes Ewing in der Fernsehserie Dallas bekannt.

## Leben
Sie wurde 1950 als ältere von zwei Töchtern des amerikanischen Air-Force-Sergeants Victor Principal und dessen Frau Bertha Ree Veal in Japan geboren. Ihre Vorfahren sind italienischer und englischer Herkunft. Aufgrund der häufig wechselnden Einsatzorte ihres Vaters wuchs sie unter anderem in London, Florida, Puerto Rico, Massachusetts und Georgia auf. Im Alter von fünf Jahren wirkte sie das erste Mal in einem Werbespot mit. Während ihrer Highschool-Zeit wurde sie Model und mit 19 Jahren zur „Miss Miami“ gewählt. Danach ging sie nach New York, wo sie als Model und Schauspielerin arbeitete. 1973 posierte sie nackt für den Playboy.
Ihre erste Filmrolle hatte sie 1972 in John Hustons Spielfilm Das war Roy Bean (The Life and Times of Judge Roy Bean) an der Seite von Paul Newman und Anthony Perkins. Sie brachte ihr eine Nominierung für den Golden Globe Award als Beste Nachwuchsdarstellerin ein. 1973 folgte The Naked Ape (Der nackte Affe), in dem sie oben ohne auftrat. Der Durchbruch gelang ihr 1974 mit dem Film Erdbeben (Earthquake). Nach weiteren kleineren Rollen verkörperte sie von 1978 bis 1987 Pamela Barnes Ewing, die Frau von Bobby Ewing in der Fernsehserie Dallas.
Principal schrieb mehrere Bestseller über Schönheitspflege, Fitness, Wohlbefinden und Gesundheit: The Body Principal (1983); The Beauty Principal (1984) und The Diet Principal (1987). Nach ihrem Ausstieg bei Dallas brachte sie 1989 eine eigene Linie von Hauptpflegeprodukten (Principal Secret) auf den Markt. Daneben spielte sie Rollen in Fernsehfilmen und Gastauftritte in Fernsehserien. Zuletzt war sie 2001 zu sehen in einer wiederkehrenden Rolle in Titans – Dynastie der Intrigen, produziert von Aaron Spelling. Im selben Jahr veröffentlichte sie einen weiteren Bestseller, Living Principal und beendete ihre Schauspielkarriere.
In den frühen 1980er Jahren war Principal mit dem Sänger Andy Gibb liiert, mit dem sie 1981 das Lied All I Have to Do Is Dream als Duett aufnahm. Sie war kurzzeitig mit Christopher Skinner verheiratet, den sie bei den Dallas-Filmarbeiten kennengelernt hatte. 1985 heiratete sie den amerikanischen Schönheitschirurgen Harry Glassman; die Ehe wurde im Dezember 2006 geschieden.

## Filmografie (Auswahl)
Film:

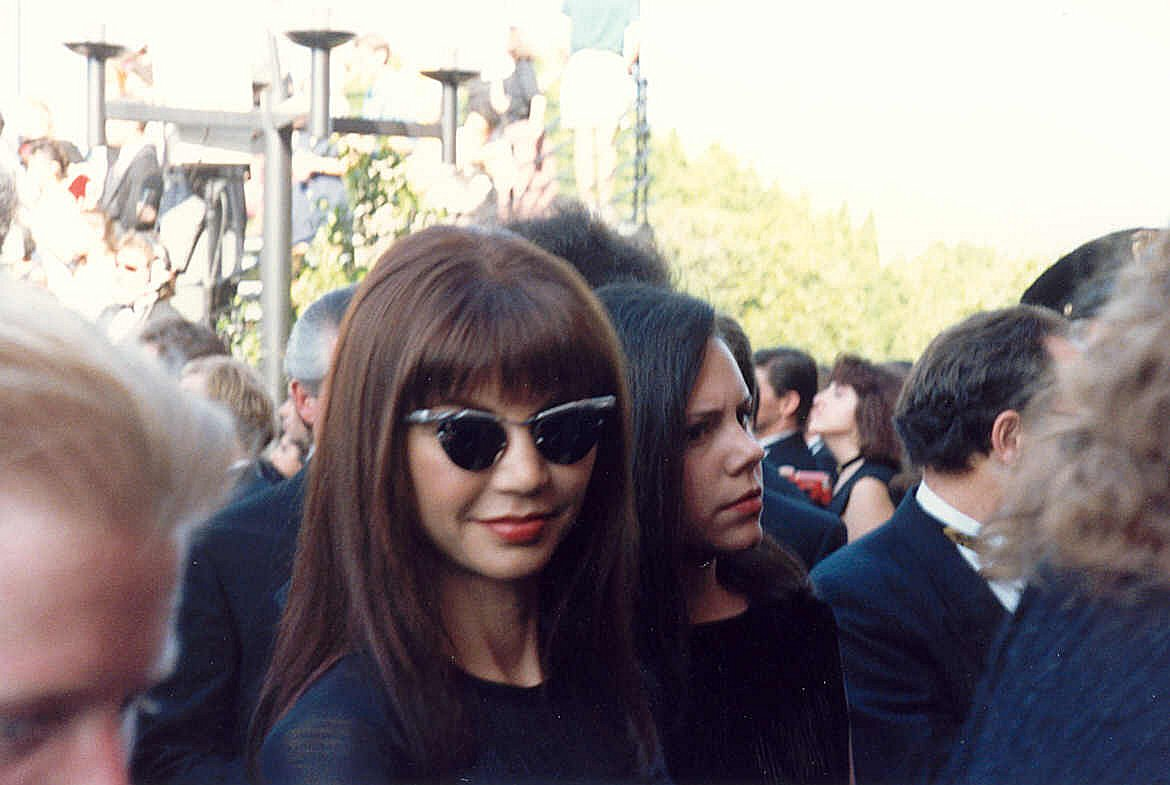
Principal bei den Emmy-Awards 1993

- 1972: Das war Roy Bean (The Life and Times of Judge Roy Bean) – Regie: John Huston
- 1974: Erdbeben (Earthquake) – Regie: Mark Robson
- 1989: Blinde Zeugin (Blind Witness) – Regie: Richard A. Colla
- 1993: Atemlose Flucht (River of Rage: The Taking of Maggie Keene) – Regie: Robert Iscove
- 1997: Verliebt in einen jüngeren Mann (Love in Another Town) (Fernsehfilm)
- 1998: Michael Kael – Live aus Katango (Michael Kael contre la World News Company)

Fernsehserie:
- 1978–1987: Dallas (251 Folgen)
- 1994: Hör mal, wer da hämmert (Home Improvement) (1 Folge)
- 2000: Providence (3 Folgen)
- 2000–2001: Titans – Dynastie der Intrigen (14 Folgen)